# Ramadhan Sananta
Muhammad Ramadhan Sananta, né le 27 novembre 2002 à Linggai (Indonésie), est un footballeur international indonésien, qui évolue au poste d'attaquant au Persis Solo (en).

## Biographie

### En club

#### PSM Makassar
En 2022, Il signe au PSM Makassar pour jouer en Liga 1 saison 2022-2023.
Le 29 août 2022, il marque deux buts contre Persib Bandung à Pare-Pare.

#### Persis Solo
Le 8 juin 2023, il signe un contrat de deux ans avec Persis Solo et fait ses débuts contre Jeonbuk Hyundai FC.

### En sélection
Le 24 septembre 2023, il fait ses débuts avec l'équipe d'Indonésie pour match amical contre le Curaçao.
Il marque un but contre le Viêt Nam et Brunei lors du deuxième tour des éliminatoires de la Coupe du monde de football 2026.

## Palmarès

### En club
PSM Makassar : 
- Championnat d'Indonésie
  - Vainqueur : 2023

### En sélection
Indonésie
- Football aux Jeux d'Asie du Sud-Est
  - Médaille d'or : 2023